# Liga ETE 2021
La temporada 2021 de la Liga ETE fue la cuarta edición desde que se iniciara la competición de traineras organizada por la Asociación de Traineras de Mujeres en 2018. Compitieron 11 equipos encuadrados en un único grupo. La temporada regular comenzó el 19 de junio en Pasajes de San Pedro (Guipúzcoa) y terminó el 28 de agosto en Erandio (Vizcaya). Posteriormente, se disputaron los play-off para el ascenso a la Liga ACT femenina.

## Sistema de competición
La competición consta de una temporada regular de 15 regatas. Una vez finalizada, se disputa un play-off de ascenso a la Liga ACT femenina entre la última clasificada de dicha competición, las dos primeras de la Liga ETE y la primera de la Liga LGT femenina.
Las regatas de disputaron en tandas en líneas con cuatro, cinco o seis calles excepto las banderas Tolosaldea, Ciudad de Rentería, el Memorial Ane Aizpuru Basterretxea y Erandio que se compitieron en modalidad contrarreloj. En todos los casos la distancia a bogar en cada regata fue de 1.5 millas náuticas que equivalen a 2778 metros.

## Calendario

### Temporada regular
Las siguientes regatas tuvieron lugar en 2021.
| Orden | Regata                                                | Fecha        | Hora  | Localidad            | Provincia |
| ----- | ----------------------------------------------------- | ------------ | ----- | -------------------- | --------- |
| 1     | II Bandera de Tolosaldea                              | 19 de junio  | 17:00 | Pasajes de San Pedro | Guipúzcoa |
| 2     | Bandera Memorial Andoni Galarraga                     | 20 de junio  | 11:20 | Guetaria             | Guipúzcoa |
| 3     | IX Bandera de Pasajes                                 | 27 de junio  | 11:20 | Pasajes de San Juan  | Guipúzcoa |
| 4     | IV Bandera de San Juan de Luz                         | 3 de julio   | 16:30 | San Juan de Luz      | Francia   |
| 5     | III Bandera Ayuntamiento de Sestao                    | 4 de julio   | 10:30 | Portugalete          | Vizcaya   |
| 6     | Bandera promoción Donostiarra-Castilla-La Mancha      | 10 de julio  | 10:15 | San Sebastián        | Guipúzcoa |
| 7     | II Bandera Uribarren Abaroa                           | 11 de julio  | 12:00 | Lequeitio            | Vizcaya   |
| 8     | IV Bandera de Zumaya                                  | 17 de julio  | 18:00 | Zumaya               | Guipúzcoa |
| 9     | Bandera Femenina Marina de Cudeyo-Gran Premio Dynasol | 25 de julio  | 18:00 | Pedreña              | Cantabria |
| 10    | III Bandera Femenina Ciudad de Rentería               | 1 de agosto  | 11:15 | Orereta              | Guipúzcoa |
| 11    | XXXVII Bandera de Ondárroa                            | 7 de agosto  | 12:00 | Ondárroa             | Guipúzcoa |
| 12    | I Bandera Femenina de Zarautz                         | 14 de agosto | 12:00 | Zarauz               | Guipúzcoa |
| 13    | ETE Ciudad de Castro-Urdiales                         | 15 de agosto | 11:00 | Castro-Urdiales      | Cantabria |
| 14    | I Memorial Ane Aizpuru Basterretxea                   | 22 de agosto | 16:00 | Bilbao               | Vizcaya   |
| 15    | XXXIV Bandera de Erandio                              | 28 de agosto | 17:45 | Erandio              | Vizcaya   |

La regata Bandera Femenina Marina de Cudeyo-Gran Premio Dynasol no fue puntuable por lo que no fue obligatoria la participación de los clubes.

### Play-off de ascenso a Liga ACT
| Orden | Regata      | Fecha            | Hora  | Provincia |
| ----- | ----------- | ---------------- | ----- | --------- |
| 1     | Bermeo      | 18 de septiembre | 17:40 | Vizcaya   |
| 2     | Portugalete | 19 de septiembre | 11:40 | Vizcaya   |

## Traineras participantes
| Equipo                       | Nombre de la Trainera | Patrona                             | Localidad           | Provincia |
| ---------------------------- | --------------------- | ----------------------------------- | ------------------- | --------- |
| Castro-Canteras de Santullán | La Marinera           | Sara Ahedo, Sofía Díez              | Castro-Urdiales     | Cantabria |
| Lutxana                      | Ederra                | Irantzu Perez de Anuzita            | Erandio             | Vizcaya   |
| Deusto-Tecuni-Bilbao         | Tomatera              | Jone García de Andoin, Denise Pérez | Bilbao              | Vizcaya   |
| Isuntza-Elecnor              | Lekittarra            | Irati Zendoia, Katalin Landa        | Lequeitio           | Vizcaya   |
| Ondarroa-Cikautxo            | Antiguako Ama         | Nagore Osoro, Nora Markuerkiaga     | Ondárroa            | Vizcaya   |
| Zumaia-Delteco               | Telmo Deun            | Amane Jimenez, Eneritz Díez         | Zumaya              | Guipúzcoa |
| Zarautz-Gesalaga-Okelan      | Enbata                | Ane Carrera                         | Zarauz              | Guipúzcoa |
| Tolosaldea                   | Tolosaldea            | Aiora Sorozabal                     | Tolosa              | Guipúzcoa |
| San Juan-Igartza             | Batelerak             | Maider Echaniz                      | Pasajes de San Juan | Guipúzcoa |
| Hibaika-Jamones Ancin        | Madalen               | Zuriñe Alberdi, Inge Ugarte         | Rentería            | Guipúzcoa |
| Lapurdi                      | Xubero                | Ohiane Goenaga                      | San Juan de Luz     | Francia   |

Los clubes participantes están ordenados geográficamente, de oeste a este.

### Equipos por provincia
| Provincia | N. | Equipos                                                                                      |
| --------- | -- | -------------------------------------------------------------------------------------------- |
| Guipúzcoa | 5  | Hibaika-Jamones Ancin, San Juan-Igartza, Tolosaldea, Zarautz-Gesalaga-Okelan, Zumaia-Delteco |
| Vizcaya   | 4  | Deusto-Tecuni-Bilbao, Isuntza-Elecnor, Lutxana, Ondarroa-Cikautxo                            |
| Cantabria | 1  | Castro-Canteras de Santullán                                                                 |
| Francia   | 1  | Lapurdi                                                                                      |

### Ascensos y descensos
| Pos. | Nueva inscripción            |
| ---- | ---------------------------- |
| -    | Castro-Canteras de Santullán |
| -    | Zarautz-Gesalaga-Okelan      |

     Nueva inscripción.

## Clasificación

### Temporada regular
A continuación se recoge la clasificación en cada una de las regatas disputadas.

#### Puntuaciones
A lo largo de la temporada, las tripulaciones de Isuntza-Elecnor, Lutxana y Castro-Canteras de Santullán estuvieron afectadas por la COVID-19, viéndose obligadas a abandonar transitoriamente la competición. Por ello, la clasificación se realiza de acuerdo con un sistema de coeficientes resultado del cociente entre los puntos obtenidos por cada club en las regatas que haya participado entre el número total de dichas regatas.
Los puntos se reparten entre las onces participantes en cada regata. 
| Posición | 1.º | 2.º | 3.º | 4.º | 5.º | 6.º | 7.º | 8.º | 9.º | 10.º | 11.º |
| -------- | --- | --- | --- | --- | --- | --- | --- | --- | --- | ---- | ---- |
| Puntos   | 11  | 10  | 9   | 8   | 7   | 6   | 5   | 4   | 3   | 2    | 1    |

#### Resultados por regata
| Pos. | Club                         | Trainera      | 1 TOL | 2 GAL | 3 PAS | 4 LUZ | 5 SES | 6 DON | 7 URI | 8 ZUM | 9 CUD | 10 REN | 11 OND | 12 ZAR | 13 CAS | 14 ANE | 15 ERA | Puntos |
| ---- | ---------------------------- | ------------- | ----- | ----- | ----- | ----- | ----- | ----- | ----- | ----- | ----- | ------ | ------ | ------ | ------ | ------ | ------ | ------ |
| 1    | Tolosaldea                   | Tolosaldea    | 1     | 2     | 1     | 1     | 1     | 2     | 1     | 1     | 1     | 2      | 1      | 1      | 4      | 1      | 1      | 10,57  |
| 2    | Deusto-Tecuni-Bilbao         | Tomatera      | 2     | 1     | 2     | 4     | 2     | 1     | 2     | 3     | 2     | 3      | 2      | 3      | 3      | 2      | 2      | 9,71   |
| 3    | Hibaika-Jamones Ancin        | Madalen       | 4     | 3     | 3     | 2     | 3     | 3     | 4     | 2     | DNP   | 1      | 3      | 2      | 1      | 3      | 3      | 9,36   |
| 4    | San Juan-Igartza             | Batelerak     | 3     | 6     | 4     | 5     | 5     | 5     | 6     | 4     | DNP   | 5      | 6      | 6      | 2      | 4      | 4      | 7,36   |
| 5    | Zumaia-Delteco               | Telmo Deun    | 5     | 5     | 5     | 3     | 4     | 6     | 3     | 6     | DNP   | 4      | 5      | 4      | 6      | 6      | 5      | 7,21   |
| 6    | Ondarroa-Cikautxo            | Antiguako Ama | 6     | 4     | 7     | 6     | 6     | 4     | 7     | 5     | DNP   | 6      | 4      | 5      | 5      | 5      | 8      | 6,43   |
| 7    | Isuntza-Elecnor              | Lekittarra    | 7     | 7     | 6     | 7     | 7     | 7     | 5     | COV   | 3     | 9      | 7      | 7      | 7      | 8      | 10     | 4,77   |
| 8    | Lutxana                      | Ederra        | 9     | 8     | 8     | 8     | 8     | 9     | 8     | 8     | 5     | COV    | 9      | 10     | 8      | 7      | 7      | 3,77   |
| 9    | Zarautz-Gesalaga-Okelan      | Enbata        | 8     | 9     | 9     | 10    | 9     | 8     | 10    | 7     | 4     | 7      | 8      | 8      | 9      | 11     | 6      | 3,50   |
| 10   | Lapurdi                      | Xubero        | 10    | 10    | 10    | 9     | 11    | 10    | 9     | 9     | 6     | 8      | 10     | 9      | 10     | 9      | 9      | 2,50   |
| 11   | Castro-Canteras de Santullán | La Marinera   | 11    | 11    | 11    | 11    | 10    | 11    | 11    | 10    | DNP   | COV    | 11     | 11     | 11     | 10     | 11     | 1,23   |

| Color     | Resultado                        |
| --------- | -------------------------------- |
| Oro       | Ganadora                         |
| Plata     | Segunda                          |
| Bronce    | Tercera                          |
| Verde     | Puntuó                           |
| Sin color | DNP - Inscrito pero no participó |
| Sin color | COV - Afectada por COVID-19      |

#### Palmarés
| Pos. | Club                         | Victorias | Segundas | Terceras | Puntos | Ascenso o descenso  |
| ---- | ---------------------------- | --------- | -------- | -------- | ------ | ------------------- |
| 1    | Tolosaldea                   | 11        | 3        | -        | 151    | Play-off de ascenso |
| 2    | Deusto-Tecuni-Bilbao         | 2         | 8        | 4        | 138    | Play-off de ascenso |
| 3    | Hibaika-Jamones Ancin        | 2         | 3        | 7        | 128    |                     |
| 4    | San Juan-Igartza             | -         | 1        | 1        | 100    |                     |
| 5    | Zumaia-Delteco               | -         | -        | 2        | 98     |                     |
| 6    | Ondarroa-Cikautxo            | -         | -        | -        | 87     |                     |
| 7    | Isuntza-Elecnor              | -         | -        | 1        | 64     |                     |
| 8    | Lutxana                      | -         | -        | -        | 50     |                     |
| 9    | Zarautz-Gesalaga-Okelan      | -         | -        | -        | 49     |                     |
| 10   | Lapurdi                      | -         | -        | -        | 33     |                     |
| 11   | Castro-Canteras de Santullán | -         | -        | -        | 15     |                     |

### Play-off de ascenso a Liga ACT
Los puntos se reparten entre las cuatro participantes en cada regata.
| Posición | 1.º | 2.º | 3.º | 4.º |
| -------- | --- | --- | --- | --- |
| Puntos   | 4   | 3   | 2   | 1   |

| Pos. | Club                           | Trainera         | 1 BER | 2 POR | Puntos | Ascenso o descenso    |
| ---- | ------------------------------ | ---------------- | ----- | ----- | ------ | --------------------- |
| 1    | Tolosaldea                     | Tolosaldea       | 1     | 1     | 8      | Asciende a Liga ACT   |
| 2    | Deusto-Tecuni-Bilbao           | Tomatera         | 3     | 2     | 5      | Permanece en Liga ETE |
| 3    | Hondarribia-Bertako Igogailuak | Ama Guadalupekoa | 2     | 3     | 5      | Desciende a Liga ETE  |
| 4    | Cabo                           | Cabo da Cruz     | 4     | 4     | 2      | Permanece en Liga LGT |

Tras la suma de los tiempos de las dos jornadas, Deusto-Tecuni-Bilbao logra la segunda plaza.